# Villaz-Saint-Pierre
Villaz-Saint-Pierre is een plaats en voormalige gemeente in het Zwitserse kanton Fribourg en maakt deel uit van het district Glâne.
Villaz-Saint-Pierre telt 1.330 inwoners.

## Geschiedenis
Op 1 januari 1978 werd Fuyens opgenomen in Villaz-Saint-Pierre. Op 1 januari 2020 fuseerde Villaz-Saint-Pierre met La Folliaz tot de huidige gemeente Villaz.

## Externe link

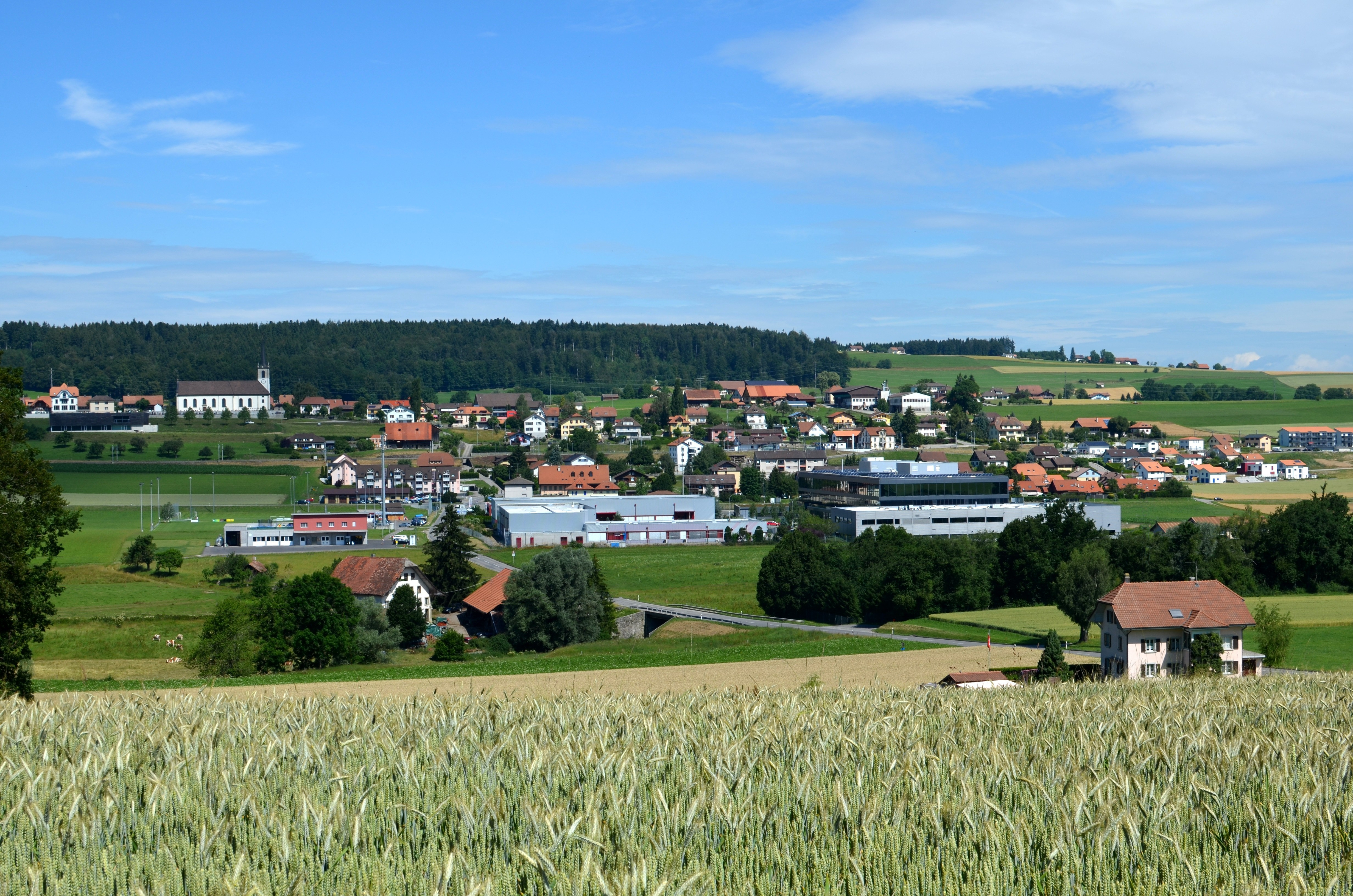
Villaz-Saint Pierre